# No One Will Save You
No One Will Save You es una película de suspenso, terror y ciencia ficción estadounidense de 2023 escrita y dirigida por Brian Duffield y protagonizada por Kaitlyn Dever.
La película se estrenó en cines el 19 de septiembre de 2023 y 20th Century Studios la estrenó como película original de Hulu en los Estados Unidos, en Star+ en América Latina y en Disney+ Star en resto del nivel internacional el 22 de septiembre.

## Argumento
Brynn es una costurera que aún vive en la casa de su infancia y lamenta la pérdida de su madre. Un acontecimiento pasado parece haber puesto a todo el pueblo en su contra, por lo que lleva una vida ansiosa, solitaria y retraída. Se la ve escribiendo una carta a su mejor amiga, Maude, diciéndole que la extraña y que lo siente. Para afrontar su soledad, construye una ciudad modelo en su salón y cocina platos gourmet. Una noche se despierta y descubre un intruso en su casa y rápidamente se da cuenta de que el intruso es un extraterrestre humanoide. Brynn intenta escapar pero el intruso la acecha. Cuando el extraterrestre usa la telequinesis para someterla, Brynn accidentalmente lo apuñala en la cabeza con el fragmento roto del campanario de la escuela de su ciudad modelo, lo que hace que libere a Brynn.
Brynn descubre que todos los dispositivos electrónicos quedaron inútiles después de la intrusión del extraterrestre. Abandona su coche y el cuerpo del extraterrestre antes de dirigirse a la ciudad en bicicleta. Mientras se dirige a la comisaría, pasa junto a la casa saqueada de su vecino y un camión de correo volcado, y nota varios pequeños círculos en el césped que parecen ser puntos de aterrizaje. En la comisaría, Brynn se encuentra inesperadamente con los padres de Maude, que resultan ser el jefe de policía y su esposa. La madre de Maude mira a Brynn con desprecio, le escupe en la cara y sale de la estación. Brynn decide huir, pero mientras viaja en un autobús que sale de la ciudad, algunos de los pasajeros intentan detenerla, todos manipulados por otros extraterrestres, sin embargo logra escapar. Se encuentra con una iglesia desierta donde vemos la tumba de Maude y vemos que murió a la edad de 12 años. Luego ve a un grupo de personas que parecen estar bajo el control de pequeñas criaturas con tentáculos que se deslizan visiblemente debajo de la piel de sus gargantas.
Brynn corre a casa y descubre que el extraterrestre muerto también tenía una de esas criaturas en su garganta, pero esta huyó. Finalmente decide fortificar las instalaciones para mantener a raya a los extraterrestres en caso de que regresen. Esa noche, una luz brillante saca el cadáver del extraterrestre de su casa y Brynn se ve obligada a defenderse de dos criaturas más. El extraterrestre más grande parece sentir mucha curiosidad por Brynn y la mira como si fuera una anomalía. Las tijeras que Brynn sostiene como arma se quitan fácilmente de su mano con telequinesis, pero ella se aferra desesperadamente a la foto de ella y Maude cuando eran niñas. La criatura finalmente puede quitarle el cuadro de las manos, mirando a Brynn y la foto en lo que parece ser confusión. Después de una pelea intermitente con un extraterrestre más pequeño, Brynn lo empala a través de un armario con un mango de trapeador roto y le cierra la puerta en la cabeza.
Brynn huye de su casa pero es atrapada y arrastrada por un hombre controlado por extraterrestres hasta el rayo de un platillo volador. Sin embargo, justo cuando está a punto de subir a la nave, patea al hombre hacia el rayo y huye. Un tercer extraterrestre, mucho más grande, acecha y ataca a Brynn, y finalmente trepa sobre su casa para atraparla. Lo lleva a su camioneta, donde sus largas extremidades quedan atrapadas en la cabina. Uno de sus pies perfora el tanque de gasolina el cual Brynn enciende. Un platillo apaga las llamas con un rayo, pero la criatura muere quemada.
Después de regresar corriendo a su casa, el mismo extraterrestre que interactuó con ella antes, va a una habitación donde Brynn le envió cartas a Maude y todas sus fotos juntas. Nuevamente, los mira con curiosidad, cuando Brynn intenta atacar es arrojada telequinéticamente a través de una pared donde queda inmovilizada por un rayo rojo. El alienígena levita y regurgita una criatura con tentáculos, que entra por la fuerza en la boca de Brynn. Brynn inmediatamente cae en una intensa alucinación en la que su casa no sufre daños y su mejor amiga, Maude, todavía está viva, pero se libera de su alucinación y arranca la criatura con tentáculos de su boca. El extraterrestre invoca un platillo volador que levita a la criatura con tentáculos y hace que rápidamente crezca una doble de Brynn.
La doble de Brynn persigue a la verdadera Brynn por el bosque, donde la atrapa y la apuñala, pero ella la mata con un cúter y escapa a una carretera desierta. Allí se encuentra con un enorme extraterrestre antes de ser succionada por un platillo volador. En el interior, Brynn es sondeada psíquicamente por un grupo de extraterrestres, lo que la obliga a recordar el evento que puso a toda la ciudad en su contra. Durante una discusión en un campo, Maude empuja a Brynn al suelo y ella golpea a Maude en la cabeza con una piedra, matándola. Los extraterrestres conversan entre sí y devuelven a Brynn a la Tierra sin uno de los parásitos que controle sus pensamientos y acciones.
Algún tiempo después, Brynn vive en su casa intacta. Es evidente que todos los demás residentes de su ciudad están ahora bajo el control de los extraterrestres y, sin embargo, en un marcado cambio de la vida de Brynn antes de la invasión, la gente del pueblo es bastante amable con ella. En el cielo, se ven numerosos platillos voladores extendiéndose hacia el horizonte.

## Reparto
- Kaitlyn Dever como Brynn Adams
- Ginger Cressman[1] como invitada a la celebración
- Zack Duhame[1] como el cartero
- Dari Lynn Griffin[1] como Maude Collins
- Geraldine Singer[1] como la Sra. collins

## Producción
No One Will Save You fue escrito según como guion especulativo por Brian Duffield en 2019. En abril de 2021, se informó que 20th Century Studios había adquirido el guion y que Duffield también la dirigiría. Además, Kaitlyn Dever fue elegida como protagonista.
Con un presupuesto estimado (antes de incentivos fiscales) de 22.8 millones de dólares, la fotografía principal se llevó a cabo en Nueva Orleans de abril a junio de 2022. Los efectos visuales fueron proporcionados por DNEG. Joseph Trapanese compuso la banda sonora.

## Estreno
No One Will Save You se estrenó en los cines de Nueva York y Los Ángeles el 19 de septiembre de 2023, y posteriormente fue estrenada por 20th Century Studios como una película original de Hulu en los Estados Unidos el 22 de septiembre. Se estrenó en Star+ en Latinoamérica y Disney+ en otros territorios el mismo día.